# Ганс Кранкль
Ганс Кранкль (нім. Hans Krankl, нар. 14 лютого 1953, Відень) — колишній австрійський футболіст, нападник. По завершенні ігрової кар'єри — футбольний тренер.

## Клубна кар'єра
У дорослому футболі дебютував 1970 року виступами за «Рапід» (Відень), в якому провів сім сезонів, взявши участь лише у 205 матчах чемпіонату. Більшість часу, проведеного у складі віденського «Рапіда», був основним гравцем атакувальної ланки команди. Крім того, Ганс був одним з головних бомбардирів команди, маючи середню результативність на рівні 0,8 гола за гру першості. За цей час виборов титул володаря Кубка Австрії.
Протягом сезону 1971-72 років захищав на правах оренди кольори клубу «Вінер Атлетік».
У 1978 році перейшов в «Барселону», проте заграти в складі каталонців Кранклю не вдалося і в 1981 році він повернувся в «Рапід» (Відень), за який відіграв ще п'ять з половиною сезонів. Протягом цих років додав до переліку своїх трофеїв два титули чемпіона Австрії та став триразовим володарем Кубка Австрії.
Згодом пограв за «Вінер Шпорт-Клуб» та «Кремсер».
Завершив професійну ігрову кар'єру у клубі «Аустрія» (Зальцбург), за який виступав протягом сезону 1988-89 років.

## Виступи за збірну
В червні 1973 року дебютував в офіційних матчах у складі національної збірної Австрії в товариській грі проти збірної Бразилії.
У складі збірної був учасником чемпіонату світу 1978 року в Аргентині, на якому зіграв у всіх шести матчах збірної, забивши чотири голи, та чемпіонату світу 1982 року в Іспанії, де зіграв у чотирьох з п'яти матчах і забив один гол.
Протягом кар'єри у національній команді, яка тривала 13 років, провів у формі головної команди країни 69 матчів, забивши 34 голи.

## Кар'єра тренера
Розпочав тренерську кар'єру ще 1987 року, ставши граючим тренером клубу «Вінер Шпорт-Клуб».
Надалі очолював низку австрійських клубів, а також німецьку «Фортуну» (Кельн) та збірну Австрії, з якої був звільнений після невдалої кваліфікації на ЧС-2006.
Наразі останнім місцем тренерської роботи був клуб ЛАСК (Лінц), який Ганс Кранкль очолював як головний тренер у 2009 році.

## Титули та досягнення

### Командні
- Чемпіон Австрії (2):

«Рапід» (Відень): 1981-82, 1982-83
- Володар Кубка Австрії (4):

«Рапід» (Відень): 1975-76, 1982-83, 1983-84, 1984-85
- Володар Кубка Іспанії з футболу (1):

«Барселона»: 1980-81
- Володар Кубка Кубків УЄФА (1):

«Барселона»: 1978-79

### Особисті
- Найкращий бомбардир чемпіонату Австрії: 1973-74 (36 голів), 1976-77 (32 голи), 1977-78 (41 гол), 1982-83 (23 голи)
- Найкращий бомбардир чемпіонату Іспанії: 1978-79 (29 голів)
- Володар Золотого бутсу УЄФА: 1978 (41)